# Heads or Tales
Heads or Tales är det kanadensiska bandet Sagas femte studioalbum, utgivet den 12 september 1983. Albumet nådde fjärde plats på Sverigetopplistan.

## Låtlista
| 1. | The Flyer              | Jim Crichton, Michael Sadler                             | 3:47 |
| 2. | Cat Walk               | Jim Crichton, Jim Gilmour, Ian Crichton                  | 4:24 |
| 3. | The Sound of Strangers | Sadler, Jim Crichton, Gilmour, Ian Crichton, Steve Negus | 4:09 |
| 4. | The Writing            | Jim Crichton, Sadler                                     | 4:14 |
| 5. | Intermission           | Sadler, Jim Crichton, Ian Crichton                       | 5:28 |

| 6. | Social Orphan                 | Sadler, Jim Crichton                               | 3:24 |
| 7. | The Vendetta (Still Helpless) | Sadler, Jim Crichton, Gilmour, Ian Crichton        | 3:55 |
| 8. | Scratching the Surface        | Gilmour, Jim Crichton                              | 5:26 |
| 9. | The Pitchman                  | Jim Crichton, Sadler, Ian Crichton, Gilmour, Negus | 5:46 |

| 1. | Cat Walk (Unabridged) | 7:44 |

## Medverkande
- Michael Sadler – sång (utom spår 8), keyboard
- Ian Crichton – gitarr
- Jim Gilmour – keyboard, bakgrundssång, sång (spår 8), saxofon
- Jim Crichton – basgitarr, keyboard
- Steve Negus – trummor, slagverk